# The End of the Affair (opera)
The End of the Affair è un'opera da camera con musiche di Jake Heggie su libretto suo, di Heather McDonald e Leonard Foglia.

## Storia
Basata sull'omonimo romanzo di Graham Greene, è ambientata a Londra nel 1944 e nel 1946 e si concentra su Maurice e Sarah, che giurano di porre fine alla loro relazione illecita se la vita di lui verrà risparmiata in un attentato. La sua sopravvivenza porta alla conversione religiosa di Sarah e all'inveire di Maurice contro Dio per questo. Dopo che Sarah è tornata da suo marito, Maurice assume un investigatore privato per indagare su di lei sotto il controllo di suo marito Henry.
La prima fu nel marzo 2004 alla Houston Grand Opera. Gli ultimi dieci minuti del libretto sono stati rivisti per modificare il finale per le rappresentazioni alla Madison Opera e alla Seattle Opera.
La seconda versione dell'opera è stata registrata dal vivo nel 2007 alla Lyric Opera di Kansas City con Emily Pulley (soprano) come Sarah Miles, Keith Phares (baritono) come Maurice Bendrix, Joyce Castle (mezzosoprano) come Mrs. Bertram, Victor Benedetti (baritono) come Henry Miles, Robert Orth (baritono) come Mr. Parkis investgatore privato e Gerard Powers (tenore) come Richard Smythe.

## Reazione della critica
La reazione alla variante del romanzo fu decisamente mista. "In quella che è una sorta di equivalente musicale sul palcoscenico della lenta dissolvenza in un flashback, si racconta la storia mentre i brani vengono cantati dagli altri personaggi fino a quando non siamo saldamente nel flashback. È stato un effetto interessante che ha funzionato bene". Lo stesso recensore commenta: "Questo è un buon messaggio, ma la risposta da parte della maggior parte della critica è stata: e allora cosa? Il collegamento tra questo e l'amore di Dio non è stata comunicata".

## Ruoli
| Ruolo                            | Registro vocale | Cast della prima, Marzo 2004 Direttore: Patrick Summers |
| -------------------------------- | --------------- | ------------------------------------------------------- |
| Sarah Miles                      | soprano         | Cheryl Barker                                           |
| Maurice Bendrix, amante di Sarah | baritono        | Teddy Tahu Rhodes                                       |
| Henry Miles, marito di Sarah     | baritono        | Peter Coleman-Wright                                    |
| Mr. Parkis, un detective privato | baritono        | Robert Orth                                             |
| Richard Smythe, un razionalista  | tenore          | Joseph Evans                                            |
| Mrs. Bertram, madre di Sarah     | mezzosoprano    | Katherine Ciesinski                                     |
| Lancelot, giovane figlio         | ruolo parlato   |                                                         |